# Xiphonychidion
Xiphonychidion is een geslacht van insecten uit de orde vliesvleugeligen (Hymenoptera) en de familie Ichneumonidae.

## Soorten
- X. atmetum (Porter, 1967)
- X. caeruleipenne (Brulle, 1846)
- X. cyanipenne (Brulle, 1846)
- X. horsti (Brethes, 1916)
- X. nerhysum (Porter, 1967)
- X. stibarum (Porter, 1967)
- X. viduum (Spinola, 1851)